# Севрук Олександр Сергійович
Олекса́ндр Сергі́йович Севру́к — старший солдат Збройних сил України, учасник російсько-української війни, що загинув у ході російського вторгнення в Україну в 2022 році.

## Життєпис
Олександр Севрук народився 23 грудня 1989 року в селі Радошівка (з 2020 року — Ізяславської міської громади) Шепетівського району Хмельницької області. З початком повномасштабного російського вторгнення в Україну обіймав військову посаду водія-регулювальника 1-го дорожньо-комендантське відділення 1-го дорожньо-комендантського взводу 1-ї дорожньо-комендантської роти військової частини А7083. Загинув 12 березня 2022 року в місті Дубно Рівненської області в ході виконання заняття з вогневої підготовки із вогнепальної зброї, під час зміни позиції зазнав кульового поранення. Чин прощання відбувся в селі Радошівка Ізяславського району.

## Родина
У загиблого залишились мати, сестра, брат, дружина та четверо дітей.

## Нагороди
- орден «За мужність» III ступеня (2022, посмертно) — за особисту мужність і самовіддані дії, виявлені у захисті державного суверенітету та територіальної цілісності України, вірність військовій присязі[5].